# Vanessa Baudzus
Vanessa Baudzus (* 15. Januar 1978 in Essen) ist eine deutsche Fußballspielerin. Sie ist aktuell Spielerin und Co-Trainerin der Mannschaft des SC 07 Bad Neuenahr in der 2. Bundesliga Süd.
Vanessa Baudzus spielte bis 2008 in der Fußball-Bundesliga für den SC 07 Bad Neuenahr und für Grün-Weiß Brauweiler. Die Defensivspielerin wurde bisher einmal als Nationalspielerin eingesetzt, als sie am 5. Februar 1998 beim Länderspiel gegen Italien (1:0-Sieg in Catania) für die Stürmerin Monika Meyer eingewechselt wurde. Sie bestritt zwei Länderspiele für die U-16-Auswahl, sieben für die U-21-Auswahl und wurde für die Nationalmannschaft der Studentinnen eingesetzt. 2004 erlitt Vanessa Baudzus eine Kreuzbandverletzung. Bis zu ihrer Verletzung bestritt sie über 100 Erstligaspiele. Berufs- und verletzungsbedingt legte sie eine Karrierepause ein. Anschließend wurde sie beim SC 07 Bad Neuenahr reaktiviert. Zur Saison 2008/09 wechselte Baudzus für zwei Jahre in die 2. Frauen-Bundesliga zu Bayer 04 Leverkusen. In den beiden Jahren in Leverkusen absolvierte sie 41 Meisterschafts- und fünf DFB-Pokalspiele. Sie erzielte sechs Tore sowie zwei Tore im DFB-Pokal. In der Saison 2009/2010 stieg sie mit Bayer 04 Leverkusen in die 1. Frauenfußballbundesliga auf. Kurz vor Ende der Transferperiode 2010 wurde sie für die Zweitligamannschaft des FCR 2001 Duisburg verpflichtet, um der vom Abstieg bedrohten Mannschaft als Führungsspielerin zu helfen. Der Klassenerhalt wurde mit ihr gesichert. Die Mannschaft schaffte einen unerwarteten 6. Platz. Baudzus steuerte in 14 Einsätzen drei Tore als Abwehrspielerin bei. Am Saisonende lief der Einjahresvertrag in Duisburg aus. Ab der Saison 2011/12 übernimmt Baudzus die Leitung der Abteilung Frauenfußball beim SC 07 Bad Neuenahr und wird gleichzeitig Co-Trainerin und Spielerin der gerade in die 2. Bundesliga Süd aufgestiegenen 2. Mannschaft des Vereins.
Vanessa Baudzus ist seit Dezember 2009 Inhaberin der DFB-Trainer-C-Lizenz und seit Dezember 2010 der DFB-Trainer-B-Lizenz.